# Kwale County
Kwale County is een county in het zuiden van Kenia. Kwale County beslaat hetzelfde gebied als het voormalige district en telde 496.133 inwoners in 1999 met een bevolkingsdichtheid van 60 inw/km². Ongeveer 5,3% van de bevolking leeft onder de armoedegrens en ongeveer 63% heeft beschikking over elektriciteit.